# Lukáš Buchta
Lukáš Buchta (* 5. prosince 1994 Zlín) je český lední hokejista hrající na postu obránce.

## Život
S ledním hokejem začínal ve svém rodném městě, kde za tamní HC Zlín postupně hrál za dorostenecké výběry a posléze od sezóny 2010/2011 i za juniory. Během ročníku 2012/2013 si na devatenáct zápasů zahrál v zámoří za tým Omaha Lancers v United States Hockey League (USHL). Poté se vrátil zpět a sezónu 2013/2014 opět nastupoval za zlínské juniory.
Po konci sezóny odešel na pět let do severní Ameriky. Nejprve hrál sezónu 2014/2015 za Sioux Falls Stampede v USHL a poté čtyři ročníky nastupoval v barvách University of Nebraska Omaha v National Collegiate Athletic Association (NCAA). Během května roku 2019 se vrátil zpět do České republiky, aby si podle svých slov nevyčítal, že si nevyzkoušel českou nejvyšší soutěž, a proto ročník 2019/2020 hrál za klub PSG Berani Zlín. Sezóna však byla kvůli pandemii covidu-19 předčasně ukončena bez vyhlášení vítěze. Před dalším ročníkem (2020/2021) přestoupil do kádru pražské Slavie, která hrála Chance ligu, druhou nejvyšší soutěž v České republice.
V mládežnickém a juniorském věku patřil mezi členy reprezentačních výběrů své rodné země.